# Looking for Balance
Looking for Balance – jedenasta płyta solowa w karierze Krzysztofa Herdzina, wydana w 2011 r. przez Universal Music Polska. Znajdują się na niej kompozycje na solistów, kwartet jazzowy oraz orkiestrę. 

## Lista utworów
1. „Full of Life” – 6:45
2. „Consolation” – 6:57
3. „State of Equilibrium” – 6:20
4. „Peace of Mind” – 7:29
5. „Uncertain Future” – 8:05
6. „Finding Love” – 8:20
7. „Hopin’ for Somethin’” – 5:00

## Wykonawcy
- Krzysztof Herdzin – fortepian, instrumenty perkusyjne, kompozytor, dyrygent, producent
- Grégoire Maret – harmonijka
- Piotr Baron – saksofon tenorowy, saksofon sopranowy
- Marek Napiórkowski – gitary
- Robert Kubiszyn – bass
- Cezary Konrad – perkusja
- Sinfonia Viva Orchestra

Personel
- Nagrania i mixy Tadeusz Mieczkowski Studio Sound and More maj 2010